# Hanyeri, Tufanbeyli
Hanyeri là một xã thuộc huyện Tufanbeyli, tỉnh Adana, Thổ Nhĩ Kỳ. Dân số thời điểm năm 2009 là 89 người.